# Bătălia de la Doiran (1917)

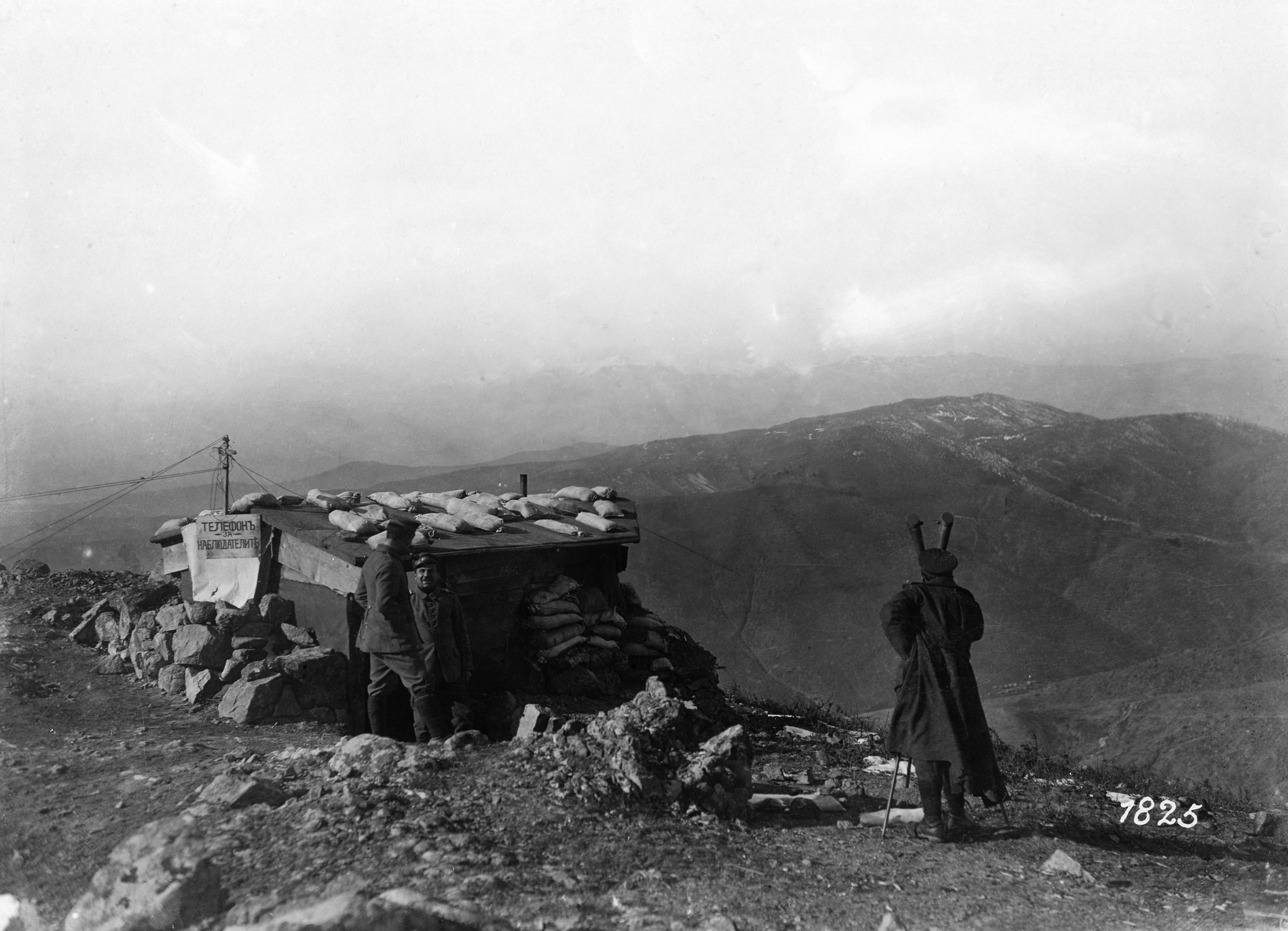
Linie telefonică bulgară în 1917

Bătălia de la Doiran a fost o luptă din 1917 între Marea Britanie și Bulgaria din timpul Primului Război Mondial.

## Atacurile inițiale
Pe 9 și 10 februarie Aliații au atacat regimentul 33 Svishtov și regimentul 34 Troyan, dar au fost respinși de un contraatac decisiv din partea regimentului Troyan. Avansul britanicilor din 21 februarie a fost respins de către artileria bulgară, după o bătălie de două zile.
Comandamentul Aliat a constatat că pozițiile bulgare erau mai bine fortificate decât în anul precedent, așa că a comandat un baraj de artilerie. Britanicii aveau trei divizii (22, 26, 60) cu artilerie, compuse din mai mult de 43.000 de oameni, 160 de tunuri, 110 mortare și 440 de mitraliere. Obiectivul nu diferă cu mult de cel din bătălia din același loc din anul precedent, iar atacul principal a avut loc pe un front de 5-6 km înspre Kalatepe.
Comandamentul bulgar se aștepta la o ofensivă majoră din partea Aliaților, astfel că divizia 9 Pleven a fost consolidată și a avea în total 30.000 de soldați, 147 de arme, 35 de mortare și 130 de mitraliere.

## Lupta
Încercarea de a străpunge linia bulgară a început pe 22 aprilie și a continuat cu întreruperi până la 9 mai 1917. Atacul a început cu lupte crâncene în primele patru zile în care britanicii au tras aproximativ 100.000 de cartușe. Ca urmare, tranșeele și unele structuri din lemn din primele linii au fost distruse. Bulgarii, de asemenea, au deschis focul între Vardar și Doiran. Vladimir Vazov a ordonat ca pozițiile Aliate să fie atacate încontinuu, zi și noapte. Duelul artileriilor a continuat până pe 9 mai, dar din cauza daunelor majore pe care britanicii le-au suferit, ei au fost nevoiți să abandoneze toate planurile de atac. Au avut 12.000 de soldați uciși, răniți și capturați, dintre care mai mulți de 2250 au fost îngropați de bulgari. Pierderile Diviziei 9 Infanterie au fost de 2000 de soldați, dintre care 900 uciși de răni și boli.